# 維盧約山 (馬尼亞索-蒂基利亞卡)
維盧約山是秘魯的山峰，位於該國東南部普諾大區，由馬尼亞索區和蒂基利亞卡區負責管轄，屬於安地斯山脈的一部分，海拔高度4,800米。